# Rote Flora
Роте Флора — бывший театр в квартале Шанце в Гамбурге. Был засквотирован в ноябре 1989 года в ответ на решение превратить его в музыкальный театр.

## История здания
Театр был построен в 1888 и назван Tivoli-Theater. Вскоре был переименован в Concerthaus Flora, и в конечном счете стал называться Flora-Theater, где на сцене игрались концерты, оперетты и ревю. Является одним из нескольких театров, который не был разрушен во время Второй Мировой Войны, представления продолжались до 1943. На протяжении последних лет войны театр был закрыт и использовался как складское помещение, но вскоре открылся после реставрации в 1949 году. С 1953 по 1964 здание было использовано как кинотеатр на 800 мест; впоследствии переделан в универмаг 1000 Töpfe, который просуществовал до 1987.

## История политического проекта
После закрытия универмага музыкальный продюсер Фредерик Курц выдвинул план по превращению пустующего здания в музыкальный театр. Однако, местные жители, владельцы небольших магазинов и автономные группы ответили негативно, и в течение нескольких месяцев поднялись протесты. Тем не менее, историческое здание было снесено в апреле 1988 года. Протесты все ещё продолжались и вскоре перешли в несколько насильственных нападений со стороны боевых групп. В конце концов, необходимость в полицейской защите и негативный ответ в СМИ вынудили инвесторов свернуть план.
До следующего лета руины и оставшиеся части были пустующими, хотя несколько групп, вовлеченных в предшествующие протесты, имели амбиции восстановить и переоборудовать дом. В августе 1989 года городское правительство неожиданно предложило шестимесячную сдачу в аренду этим группам. После аренды все стало официальным, и Роте Флора открылась 23 сентября 1989 года. Однако, вскоре аренда была признана не актуальной, и Роте Флора была официально засквотирована 1 ноября 1989 года. С того момента Роте Флора предоставляет своё пространство для культурных и политических мероприятий. Проект финансируется в частном порядке и управляется независимо.
В период между 1990 и 1991 годами в рамках проекта, пустующий, ранее отведенный под строительство участок земли превратился в парк. У городского правительства были планы относительно комнат здания на том же основании, и, в конечном счете, конфликт закончился насильственным выселением крупными силами полиции.
В августе 1992 года Сенатор Городского Развития вынудил организаторов Роте Флора подписать действительную аренду сроком на 6 месяцев. Если же нет, то было бы применено другое выселение. Переговоры между чиновниками и представителями Роте Флора продлились 4 месяца, выселение не было осуществлено, и Роте Флора осталась засквотирована.
Пожар в ноябре 1995 года разрушил большую часть здания, но вскоре все было восстановлено и обновлено. Роте Флора осталась как культурная и политическая точка для встреч. Осенью 2000 года Гамбургский сенат ещё раз начал переговоры касаемо новой аренды. После 11 лет оккупации Роте Флора стала политическим вопросом, а также объектом выборов в 2001 году.
После горячих споров отказались от дальнейших переговоров с Сенатом. В ответ, Сенат продал здание в марте 2001 года предпринимателю Клаусмартину Кретшмеру. В последующие несколько недель Кретшмер дал понять, что не будет осуществлять никаких изменений; Роте Флора осталась независимой.

## Роте Флора сегодня
15 ноября 2004 года Роте Флора отпраздновала свой пятнадцатый юбилей. Сквот использовался во время протестов против G8 в Германии, проходивших в 2007 году, как центр сбора и для нескольких конгрессов, политических собраний и культурных событий. В конце марта 2011 года контракт с владельцем и городом истекает в своей действительной форме. В контракте было зафиксировано, при каких условиях Кретшмер может продать место и что это должно быть социальным центром. С этого момента у него есть возможность продать его за ту цену, которую потребует, и тому, кому захочет. Если Кретшмер продаст Роте Флора, то оно будет под опасностью выселения. Люди, использующие Роте Флора, начали кампанию «Flora bleibt unverträglich» за действия против возможного выселения. Так же доступен аккаунт на Twitter: @florableibt..

## Культурные мероприятия
Сквот Роте Флора регулярно организовывает «блошиные рынки», концерты и другие культурные события и так же служит точкой встреч для левых движений. Политические вопросы связаны с иммиграцией, национализмом в Германии, приватизации публичного пространства. Роте Флора главным образом финансируется через пожертвования и взносы; мейнстримовская музыка здесь не звучит, вместо этого Роте Флора предлагает широкий спектр альтернативной музыки, такой как панк, регги, ска, даб, drum 'n' bass.
За последние несколько лет Роте Флора показала важность как альтернативный культурный центр и сейчас является существенной частью Schanze-Quartier.
Фасад здания до сих пор служит как пространство для политических, часто очень субъективных и пропагандистских, посланий. Роте Флора организовывает выставки по искусству, работая с художниками со всего мира и предлагая уникальные и креативные условия для работы внутри.

## Закрытие и протесты
На 21 декабря 2013 года Роте Флора была закрыта властями Гамбурга. В связи с этим в Гамбурге вспыхнула волна протестов.